# Stagestruck
Pour plus de détails, voir Fiche technique et Distribution.
Stagestruck est un film muet américain de Edward Morrissey, sorti en 1917.

## Synopsis
Dans un pension de famille sordide de New York, Ruth Colby, une orpheline qui a appris le métier d'actrice par correspondance, devient amie avec Jack Martin, le fils laissé pour compte d'une riche philanthrope, Mme Martin. Les deux jeunes gens tombent amoureux et sont mariés par "le juge", un juge de paix à la dérive. Peu après, Ruth part pour une désastreuse tournée théâtrale. Lorsqu'elle revient, elle trouve la pension fermée et Jack est parti.
Elle se lie d'amitié avec Mme Martin, qui est indignée que Ruth ait été abandonnée par son mari. Toutefois, quand Jack et Ruth se retrouvent et qu'elle apprend que la mari absent n'est autre que son propre fils, la douairière est mortifiée par le fait que son fils ait épousé une roturière et elle cherche à faire annuler le mariage. Mais Ruth transforme Jack en un honnête jeune homme, alors Mme Martin accepte la jeune fille comme sa bru et tout finit bien.

## Fiche technique
- Titre original : Stagestruck
- Réalisation : Edward Morrissey
- Scénario : Roy Somerville
- Photographie : Karl Brown
- Société de production : Fine Arts Film Company
- Société(s) de distribution :  Triangle Distributing Corporation
- Pays d’origine :  États-Unis
- Langue : anglais
- Format : Noir et blanc - 35 mm - 1,37:1 -  Muet
- Genre : drame
- Durée : 5 bobines
- Dates de sortie :  États-Unis : 25 février 1917

## Distribution
- Dorothy Gish : Ruth Colby
- Frank Bennett : Jack Martin
- Kate Toncray : Mme Martin
- Jennie Lee : Mme Teedles
- Spottiswoode Aitken : le juge
- Fred Warren : Jack Schneider
- Mazie Radford : la bonne